# Yukarıçanak, Çaldıran
Yukarıçanak là một xã thuộc thành phố Çaldıran, tỉnh Van, Thổ Nhĩ Kỳ. Dân số thời điểm năm 2011 là 495 người.